# Malin Reitanová
Malin Reitanová (norsky Malin Reitan, nar. 8. srpna 1995 v Trondheimu, Norsko) je norská zpěvačka. Skončila třetí v Dětské Eurovizi 2005 s písní Sommer og skolefri. Nyní je aktivní umělkyní se třemi alby. Zpívá svým místním nářečím.

## Život
Svoji kariéru započala, když jí bylo devět let. Zúčastnila se norského konkursu Dětské Eurovize 2005 a Melodi Grand Prix Junior 2005 a byla vybrána mezi deset finalistů. Její píseň byla ale příliš krátká, takže cestou domů z konkursu musela připsat ještě jednu sloku. Po překvapivém drtivém vítězství v MGPjr se vydala na letní turné koncertů, festivalů a televizních pořadů. V listopadu se zúčastnila Dětské Eurovize 2005 v belgickém Hasseltu a skončila třetí, což je dosud nejlepší norské umístění.
Příští rok podepsala smlouvu s nahrávací společností a v roce 2006 vydala dvě alba. V květnu vyšlo Malin på månen, dětské album zahrnující i píseň Sommer og skolefri a mnoho dalších původních písní, z nichž většinu sama napsala. Malin's jul je vánoční album se známými koledami. Za třetí album Pang, vydané v dubnu 2008, obdržela po několika týdnech zlatou desku.
Žije na koňské farmě s rodiči a mladší sestrou. Ve škole má ráda matematiku a mezi její koníčky patří jízda na koni, zpěv, čtení a lyžování.